# 白庄乡
白庄乡，是中华人民共和国河北省石家庄市深泽县下辖的一个乡镇级行政单位。

## 行政区划
白庄乡下辖以下地区：
孤庄村、南白庄村、中白庄村、北白庄村、小直要村、高庙村、大直要村、南张庄村、小堡村、大堡村、枣营村、西古罗村、东古罗村、王家庄村、段庄村、南营村、北冶庄头村和宋家庄村。